# Линдерн (Олденбург)
Линдерн (њем. Lindern) општина је у њемачкој савезној држави Доња Саксонија. Једно је од 13 општинских средишта округа Клопенбург. Према процјени из 2010. у општини је живјело 4.614 становника. Посједује регионалну шифру (AGS) 3453010.

## Географски и демографски подаци
Линдерн се налази у савезној држави Доња Саксонија у округу Клопенбург. Општина се налази на надморској висини од 37 метара. Површина општине износи 65,8 km². У самом мјесту је, према процјени из 2010. године, живјело 4.614 становника. Просјечна густина становништва износи 70 становника/km².

## Међународна сарадња
| Мјесто | Држава | Врста сарадње | Од    |
| ------ | ------ | ------------- | ----- |
|        | Пољска | партнерство   | 2004. |
| Извор  |        |               |       |